# Pierre Baste
Pour les articles homonymes, voir Baste.
Pierre Baste, né le 21 novembre 1768 à Bordeaux et mort le 29 janvier 1814 à Brienne-le-Château, est un contre-amiral et général français de la Révolution et de l’Empire.

## Biographie

### Formation dans laMarchande
Fils d'un marchand de bois, il s'embarque à l'âge de 12 ans comme mousse sur le «Pactole», bâtiment de commerce armé en guerre. Ayant fait campagne à Saint-Domingue, il revient à Bordeaux en 1782 où il reste plusieurs années sans naviguer.
Il rembarque en juillet 1787 comme novice sur la «Galathée», faisant le voyage entre Bordeaux et les Antilles. Au début de l'année suivante, il se retrouve pilotin sur le négrier la «Zézette». En 1790, il appareille de nouveau pour Saint-Domingue en tant que lieutenant à bord du trois-mâts le «David».

### Engagement militaire sous la Révolution
En septembre 1792, il est second capitaine à bord de la «Galathée» jusqu'en avril 1793, navire où il avait déjà servi comme novice. 
À Saint-Domingue, il tombe en pleine insurrection et offre ses services au commandant de la marine de l'État qui le nomme enseigne. Il prend le commandement d'une goélette, puis du brick le «Petit Jacobin», et accomplit avec succès une mission à New York.
Rentré en France en août 1794, il demande à servir dans la flotte de guerre. Il lui faudra attendre le mois de décembre pour embarquer à Toulon sur la corvette la «Résolue» en tant qu'« enseigne non entretenu ». Il commande ensuite la goélette «Hirondelle» à Saint-Domingue, puis revient en France.
Il se distingue au combat naval devant Groix le 23 juin 1795 mais il est fait prisonnier le 26 août suivant. Il s'échappe alors et va servir sur «l’Infante». Ce brick était alors attaché à l'armée d'Italie et seconde son action sur les côtes. Il participe activement à la victoire de Loano le 22 novembre 1795.
Enseigne entretenu en 1796, il commande la demi-galère la «Voltigeante» sur le lac de Garde, puis toute la flottille du lac. Il dut saborder ladite flottille plutôt que de la laisser tomber aux mains de l'ennemi lors d'une des offensives autrichiennes qui tentent de dégager Mantoue.
Breveté provisoirement lieutenant de marine, il est envoyé à Venise en mission sur le «Laharpe» pour assurer l'embarquement et le transport à Paris des quatre chevaux de bronze du portique de Saint-Marc.

### Malte et l'Égypte
Il commande ensuite le brick la «Mérope» avec lequel il se signale lors de la prise de Malte et embarque sur la frégate la «Diane» de l'escadre de Brueys.
Échappant au désastre d'Aboukir sur la felouque la «Légère» qu'il commande, il rejoint Malte où le général Belgrand de Vaubois lui confie la défense des forts Ricazoli et du Chambray. Chargé de porter à Paris des dépêches pour signaler la position critique de l'île étroitement bloquée, il remplit sa mission avec succès, retourne à Malte, où il prend la direction les marins de la place et défend vaillamment les forts jusqu'à la capitulation. 
Promu Lieutenant de vaisseau le 17 mai 1800, il rentre en congé à Bordeaux, où il étudie un projet tendant à assurer la navigabilité de l'Isle dans son cours inférieur. Son projet est accueilli favorablement par les Ponts et chaussées.
Il reprend du service en 1802 et s'embarque d'abord sur «'l'Atalante» puis sur «le Formidable» qui le mène de nouveau à Saint-Domingue. À son retour, il commande une division de la flottille de La Rochelle.

### Amiral…
Capitaine de frégate le 24 septembre 1803, il est appelé deux semaines plus tard à Paris pour organiser le 3e équipage des marins de la Garde des consuls.
Passé par Ostende où il commande une des divisions de péniches du camp de Boulogne, puis la canonnière la «Boulonnaise», il se trouve au Havre en 1804 lorsqu'une division anglaise de 14 bâtiments se présente devant la ville. Il accepte la bataille bien qu'il n'ait que des canonnières à leur opposer. Néanmoins, « il » démâte un des vaisseaux de ligne ennemis et, après un combat de quatre heures, les contraint à la retraite.
Revenu en 1805 à Boulogne comme commandant de la 1re division de canonnières, il fait une croisière le long des côtes de la Manche.
Après le siège de Dantzig en 1807, et la prise de la place, il arme une flottille pour presser la capitulation de Pillau. Avec elle il capture 42 bateaux chargés de vivres.
Passé en Espagne, il commande le 3e équipage du bataillon des marins de la Garde impériale et est nommé capitaine de vaisseau après la prise de Jaén le 12 juillet 1808. Il est fait prisonnier le 22 juillet 1808, lors de la capitulation de Bailén mais relâché peu après.
Il est appelé ensuite à l'Armée d'Allemagne en 1809, et il obtient le grade de colonel commandant l'équipage du bataillon des marins de la Garde impériale la veille de la bataille d'Eckmühl. La veille de Wagram, il assure avec ses hommes le passage du Danube.
Les troupes napoléoniennes s'enlisent dans le bourbier espagnol. Le nouveau Comte d'Empire Baste (décret du 15 août 1809 et lettres patentes du 25 mars 1810) y est rappelé avec ses marins de la Garde. Après s'être emparé d'Almazan (León), repaire des bandes qui infestent la province de Soria, il rentre en France en cette fin d'année 1810.
Contre-amiral le 19 juillet 1811, il commande en chef la flottille de Boulogne.

### … puis Général
À l'est, la Campagne de Russie (1812) met la Grande Armée aux abois. Baste y est appelé pour faire campagne avec les flottilles des côtes de la Baltique. Il est ensuite intégré à la Grande Armée en qualité de général de brigade.
Alors que les Alliés entrent en France en 1814, il reçoit le commandement de la 1re brigade de la 2e Division de la Jeune Garde. À la fin de janvier 1814, Napoléon Ier réussit à Saint-Dizier à diviser les forces coalisées. Mais Blücher, à la faveur de la capture d'un officier d'ordonnance « a vent » des projets du Français et se replie sur Brienne-le-Château. Dans le combat de nuit acharné qui s'ensuit, où les forces de Napoléon conserveront finalement le château, Baste s'élance dans une nouvelle attaque nocturne quand il est frappé à mort par un boulet de canon qui lui fracasse le crâne et l'étend sur la place, le 29 janvier 1814.
Il sera inhumé à Brienne-le-Château, où son tombeau est encore visible de nos jours.

## État de service
- Mousse dans la marine marchande en 1780  ;
- Novice le 21 juillet 1787 ;
- Pilotin sur un négrier le 8 octobre 1788 ;
- Enseigne auxiliaire dans la Royale le 14 avril 1793 ;
- Enseigne de vaisseau le 14 novembre 1797 ;
- Lieutenant de vaisseau le 17 mai 1800 ;
- Capitaine de frégate le 24 septembre 1803 ;
- Capitaine de vaisseau le 13 juillet 1808 ;
- Colonel des marins de la Garde impériale le 11 avril 1809 ;
- Contre-amiral le 19 juillet 1811 ;
- Commandant de la flottille de Boulogne du 19 juillet 1811 au 21 décembre 1813 ;
- Commandant d'une brigade de la 2e division de la Jeune Garde impériale du 21 décembre 1813 au 29 janvier 1814.

## Campagnes militaires
- Saint-Domingue (1792-1793, 1795) ;
- Campagne d'Italie (1796-1797) sur l'"Infante" :
  - Bataille de Loano, Siège de Mantoue (1796-1797) ;
- Campagne d'Égypte :
  - Prise de Malte, Bataille d'Aboukir (1798)
- Saint-Domingue (1802) ;
- Armée des côtes de l'Océan (1803-1806) :
  - Ostende, Boulogne ;
- Campagne de Pologne (1807) :
  - Siège de Dantzig (1807) ;
- Guerre d’Espagne (1808) :
  - Prise de Jaén, Bataille de Bailén ;
- Campagne d'Allemagne (1809) :
  - Eckmühl, Wagram,
- Guerre d’Espagne (1810) :
  - Prise d'Almazan (León) ;
- Campagne de Russie (1812) ;
- Campagne de France (1814) :
  - Bataille de Brienne 29 janvier 1814.

## Faits d'armes
- Se distingue à la Bataille de Groix le 23 juin 1795 ;
- Participe activement à la Bataille de Loano  le 22 novembre 1795 ;
- Se signale lors de la Prise de Malte (1798) ;
- En 1804, il fait fuir une division anglaise de 14 bâtiments des côtes du Havre avec les quelques canonnières à sa disposition.

## Blessures
- « Le contre-amiral Baste fut atteint, au combat de Brienne, par un boulet de canon qui lui fracassa le crâne et l'étendit sur la place ; je volai à son secours, mais tous mes soins furent inutiles : le cerveau avait éprouvé une violente commotion et une dilacération profonde qui causa la mort immédiate »

(Baron Larrey, Mémoires et campagnes 1812-1840, Tallandier, Bibliothèque napoléonienne, 2004).

## Décorations
- Commandeur de la Légion d'honneur le 28 février 1810.

## Titres

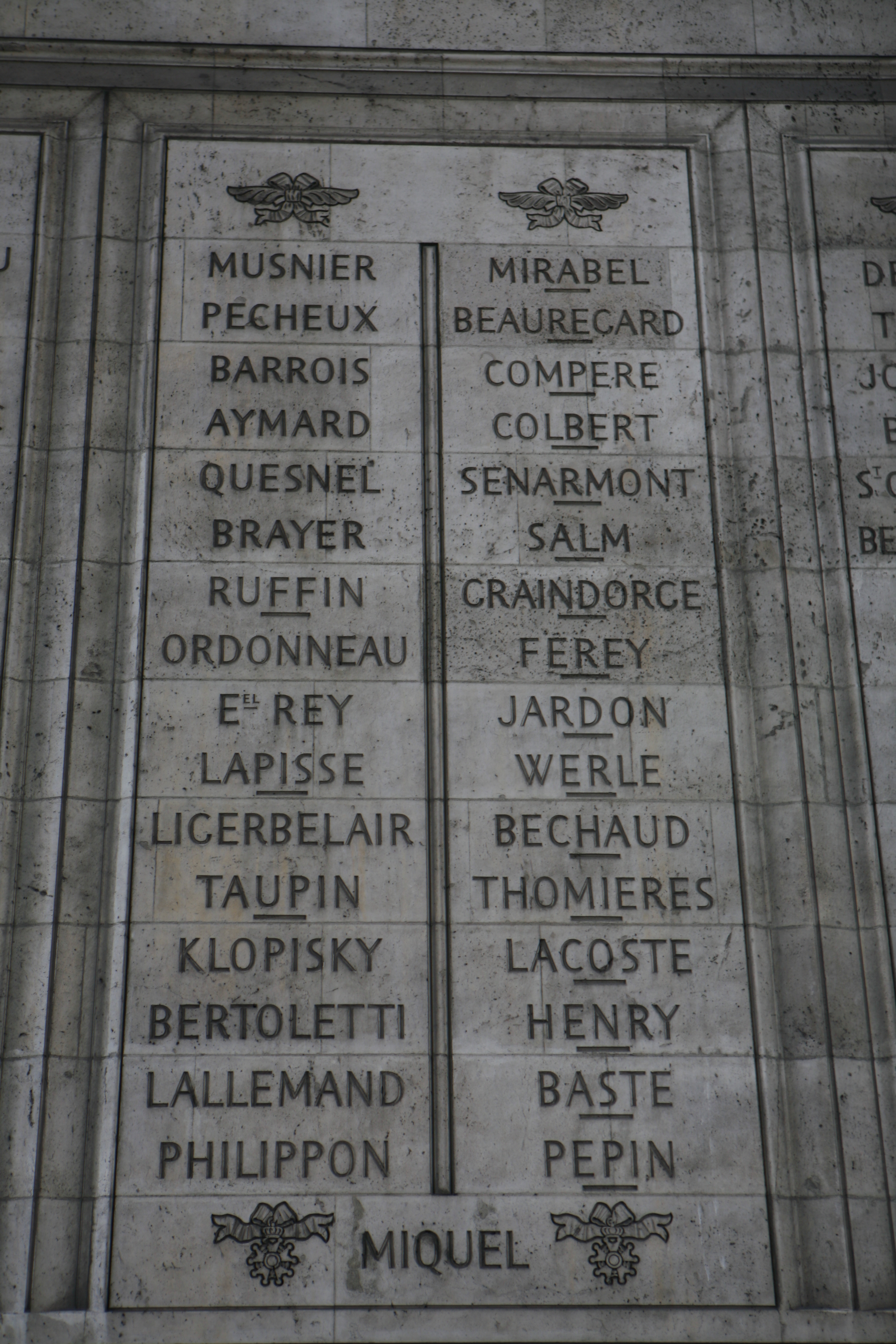
Noms gravés sous l'arc de triomphe de l'Étoile : pilier Ouest, 37e et.

- Comte de l'Empire par décret du 15 août 1809 et lettres patentes du 25 mars 1810.

## Hommage, Honneurs, Mentions…
- Le nom de BASTE est gravé au côté Ouest (38e colonne) de l’arc de triomphe de l’Étoile, à Paris.
- Une rue du 19e arrondissement de Paris porte son nom.
- Une rue de Bordeaux porte également son nom.

## Règlement d'armoiries
| Image | Armoiries |
| ----- | --- |
|       | Armes du comte Baste et de l'Empire Écartelé : au 1 du quartier des comtes militaires de l'Empire ; au 2, de gueules, à la lettre N d'or, brochant sur une ancre d'argent ; au 3, de sinople, à une étoile d'or, chargée d'un B de sable ; au 4, d'argent, au lévrier rampant d'azur, colleté du même, tenant de sa patte dextre une épée de sable. Livrées : jaune, blanc, rouge, bleu, noir, vert. |

## Publications
- Mémoires du Capitaine de frégate Pierre Baste :(http://www.napoleon-series.org/military/battles/baste/c_baste1.htm)
  - in Collection des mémoires relatifs aux Révolutions d’Espagne par Alphonse de Beauchamp, Michaud, Paris, 1824 ;
  - in Mémoires sur la campagne d’Andalousie, Librairie Historique F. Teissèdre, Paris, 1998.